# أوسكار هايل
أوسكار هايل (بالألمانية: Oskar Heil)‏ (و. 1908 – 1994 م) هو فيزيائي، ومخترع، ومهندس ألماني، توفي في سان ماتيو، كاليفورنيا، عن عمر يناهز 86 عاماً.

## التعليم
تعلم في جامعة غوتينغن.